# Abra Cadabra Cereal
Abra Cadabra Cereal é uma marca brasileira de cereais matinais de alto teor proteico, sem adição de açúcar e sem glúten. Fundada em dezembro de 2022, a marca posiciona-se no mercado de alimentos saudáveis com foco no público adulto que busca alternativas aos cereais tradicionais.
Idealizada pelos empreendedores Robert Montgomery, ex-integrante do mercado financeiro, e Rafael Alvarenga, engenheiro industrial, a empresa destacou-se por desenvolver um produto inovador no mercado nacional e por uma bem-sucedida campanha de lançamento com o jornalista Cid Moreira. O primeiro lote de produtos teve seu estoque esgotado em duas semanas, gerando um faturamento de R$ 160 mil.

## História
A concepção da Abra Cadabra Cereal partiu de uma necessidade pessoal de um de seus fundadores, Robert Montgomery, que após anos atuando no mercado financeiro, sentia falta de uma opção de cereal matinal saudável que pudesse consumir sem culpa. A essa "dor" de mercado, uniu-se a expertise técnica de Rafael Alvarenga, engenheiro industrial com experiência na venda de máquinas para a indústria alimentícia.
O desenvolvimento do produto foi um processo longo e meticuloso que durou 543 dias. As primeiras versões da fórmula foram testadas de forma artesanal, na cozinha da casa dos fundadores. O principal desafio técnico era que o processo de extrusão, método padrão na fabricação de cereais no Brasil, utiliza altas temperaturas que degradariam os ingredientes-chave da fórmula, como a proteína do soro do leite (whey protein) e os adoçantes naturais.
Com um investimento inicial de R$ 200 mil, os sócios buscaram um parceiro industrial que pudesse adaptar seu maquinário. Após uma extensa pesquisa, encontraram uma fábrica no Paraná disposta a modificar seus processos para viabilizar a produção em escala. A marca foi oficialmente lançada em dezembro de 2022.
O sucesso foi imediato: o primeiro lote produzido foi vendido em apenas duas semanas, resultando em um faturamento de R$ 160 mil. A projeção de faturamento da empresa para o ano de 2024 foi estimada em R$ 2,5 milhões.

## Produtos
O cereal da Abra Cadabra é formulado para ser um alimento funcional, caracterizado por seu alto teor de proteínas (12g por porção), baixo teor de carboidratos e ausência de glúten e açúcar. A base de sua fórmula inclui proteína do soro do leite e adoçantes naturais como a estévia e o eritritol.
Atualmente, a linha de produtos é composta por quatro sabores:
- Double Chocolate
- Vanilla Dream
- Berry Citrus
- Honey Nutz [2]

## Marketing
A campanha de lançamento da Abra Cadabra, intitulada "Cereal Mascarado", foi protagonizada pelo icônico jornalista Cid Moreira. A estratégia utilizou a voz marcante e a imagem de Moreira para criar uma conexão nostálgica com o público adulto, que cresceu ouvindo-o na televisão. Nos vídeos da campanha, o jornalista narrava as qualidades do produto de forma misteriosa e bem-humorada, despertando a curiosidade dos consumidores.
A comunicação da marca foca em adultos que desejam resgatar o prazer de comer cereal, mas sem abrir mão de uma alimentação saudável e alinhada a seus objetivos de saúde e boa forma.

## Reconhecimento e Sustentabilidade
Em 2024, a Abra Cadabra participou da Naturaltech, um dos principais eventos de produtos naturais da América Latina. Durante a feira, a marca recebeu o "Selo Viva Verde", um reconhecimento por suas práticas de sustentabilidade.[carece de fontes?]
Uma das principais iniciativas de sustentabilidade da empresa é a parceria com o selo "Eu Reciclo", por meio da qual a Abra Cadabra financia a logística reversa e a reciclagem de uma quantidade de embalagens equivalente ao dobro do que produz, efetivamente negativando seu impacto ambiental em termos de papelão.
Adicionalmente, o portal "Projeto Draft" mencionou que a marca obteve o segundo lugar no prêmio de produto mais inovador do evento, embora falte uma fonte primária da organização da feira para confirmar a premiação.[carece de fontes?]